# KMPlayer
KMPlayer（Konqueror Media Player），是一款在Linux／UNIX操作系统中运行的视频播放器，使用Mplayer、xine和GStreamer作为解码后端，为KDE的组件之一。

## 功能
KMPlayer的解码能力决定于所采用的后端，这与其他Linux下的音视频播放软件是一模一样的。该媒体播放器采用了Mplayer、xine和GStreamer等等数个Linux下当下较为完善的媒体解码构件，几乎支持了所有格式影视和音频文件的播放。此外它还可以放映ISO格式的DVD光盘镜像文件。

## 界面
KMPlayer的人机接口是基于Qt而编写，可以插件方式良好整合进Konqueror 。

## 同名软件
Windows操作系统下另有一个名为“The KMPlayer”的播放软件，最初是由姜勇囍（강용희）开发的，名字缩写也是“KMP”。虽为播放软件，但除了名称近似之外，事实上两者并无任何关联。
在 Linux／UNIX 操作系统中运行的 KMPlayer，全名为“Konqueror Media Player”（字面上直译为“征服者媒体播放器”）。